# Partecipanti ai Campionati del mondo di ciclismo su strada 2023 - Gara in linea maschile Elite
Elenco dei partecipanti alla Gara in linea maschile Elite dei Campionati del mondo di ciclismo su strada 2023.
La Gara in linea maschile Elitè ai Campionati del mondo di ciclismo su strada 2023 è stata la novantaseiesima edizione della corsa. 
Alla competizione presero parte 58 squadre nazionali, per un totale di 195 ciclisti accreditati alla partenza.

## Corridori per squadra
| Belgio                    | Belgio                    | Belgio                    | Danimarca     | Danimarca             | Danimarca     | Francia                   | Francia                   | Francia                   |
| ------------------------- | ------------------------- | ------------------------- | ------------- | --------------------- | ------------- | ------------------------- | ------------------------- | ------------------------- |
| N°                        | Ciclista                  | Clas.                     | N°            | Ciclista              | Clas.         | N°                        | Ciclista                  | Clas.                     |
| 1                         | Remco Evenepoel           | 25°                       | 10            | Kasper Asgreen        | R             | 18                        | Benoît Cosnefroy          | 47°                       |
| 2                         | Frederik Frison           | R                         | 11            | Mads Pedersen         | 4°            | 19                        | Bryan Coquard             | R                         |
| 3                         | Jasper Philipsen          | R                         | 12            | Magnus Cort Nielsen   | R             | 20                        | Christophe Laporte        | R                         |
| 4                         | Jasper Stuyven            | 6°                        | 13            | Mattias Skjelmose     | 14°           | 21                        | Florian Sénéchal          | R                         |
| 5                         | Nathan Van Hooydonck      | R                         | 14            | Michael Mørkøv        | R             | 22                        | Julian Alaphilippe        | R                         |
| 6                         | Tiesj Benoot              | 9°                        | 15            | Mikkel Bjerg          | R             | 23                        | Olivier Le Gac            | R                         |
| 7                         | Victor Campenaerts        | R                         | 16            | Mikkel Frølich Honoré | R             | 24                        | Rémi Cavagna              | R                         |
| 8                         | Wout Van Aert             | 2°                        | 17            | Søren Kragh Andersen  | R             | 25                        | Valentin Madouas          | 15°                       |
| 9                         | Yves Lampaert             | 44°                       |               |                       |               |                           |                           |                           |
| Gran Bretagna             | Gran Bretagna             | Gran Bretagna             | Spagna        | Spagna                | Spagna        | Slovenia                  | Slovenia                  | Slovenia                  |
| N°                        | Ciclista                  | Clas.                     | N°            | Ciclista              | Clas.         | N°                        | Ciclista                  | Clas.                     |
| 26                        | Ben Swift                 | R                         | 34            | Alex Aranburu         | 19°           | 42                        | Anže Skok                 | R                         |
| 27                        | Ben Turner                | R                         | 35            | Gonzalo Serrano       | R             | 43                        | Domen Novak               | R                         |
| 28                        | Connor Swift              | 26°                       | 36            | Ion Izagirre          | R             | 44                        | Jaka Primožič             | R                         |
| 29                        | Fred Wright               | R                         | 37            | Iván García Cortina   | 30°           | 45                        | Kristijan Koren           | R                         |
| 30                        | Jake Stewart              | R                         | 38            | Jesús Ezquerra        | R             | 46                        | Luka Mezgec               | R                         |
| 31                        | Luke Rowe                 | R                         | 39            | Jesús Herrada         | R             | 47                        | Matevž Govekar            | 33°                       |
| 32                        | Owain Doull               | 18°                       | 40            | Roger Adrià           | R             | 48                        | Tadej Pogačar             | 3°                        |
| 33                        | Samuel Watson             | R                         | 41            | Xabier Azparren       | R             | 49                        | Tilen Finkšt              | R                         |
| Paesi Bassi               | Paesi Bassi               | Paesi Bassi               | Italia        | Italia                | Italia        | Australia                 | Australia                 | Australia                 |
| N°                        | Ciclista                  | Clas.                     | N°            | Ciclista              | Clas.         | N°                        | Ciclista                  | Clas.                     |
| 50                        | Daan Hoole                | R                         | 58            | Alberto Bettiol       | 10°           | 66                        | Alexander Edmondson       | R                         |
| 51                        | Dylan van Baarle          | 12°                       | 59            | Andrea Bagioli        | 39°           | 67                        | Harry Sweeny              | R                         |
| 52                        | Jan Maas                  | R                         | 60            | Daniel Oss            | R             | 68                        | Kaden Groves              | R                         |
| 53                        | Mathieu van der Poel      | 1°                        | 61            | Filippo Baroncini     | R             | 69                        | Luke Plapp                | R                         |
| 54                        | Mick van Dijke            | R                         | 62            | Kristian Sbaragli     | 34°           | 70                        | Luke Durbridge            | R                         |
| 55                        | Olav Kooij                | 45°                       | 63            | Lorenzo Rota          | 28°           | 71                        | Matthew Dinham            | 7°                        |
| 56                        | Oscar Riesebeek           | R                         | 64            | Matteo Trentin        | R             | 72                        | Michael Matthews          | R                         |
| 57                        | Pascal Eenkhoorn          | R                         | 65            | Simone Velasco        | 27°           | 73                        | Simon Clarke              | 21°                       |
| Colombia                  | Colombia                  | Colombia                  | Stati Uniti   | Stati Uniti           | Stati Uniti   | Svizzera                  | Svizzera                  | Svizzera                  |
| N°                        | Ciclista                  | Clas.                     | N°            | Ciclista              | Clas.         | N°                        | Ciclista                  | Clas.                     |
| 74                        | Fernando Gaviria          | R                         | 81            | Lawson Craddock       | R             | 87                        | Fabian Lienhard           | R                         |
| 75                        | Harold Tejada             | R                         | 82            | Kevin Vermaerke       | 20°           | 88                        | Marc Hirschi              | R                         |
| 76                        | Jesús David Peña          | R                         | 83            | Lawrence Warbasse     | R             | 89                        | Mauro Schmid              | 13°                       |
| 77                        | Juan Sebastián Molano     | R                         | 84            | Neilson Powless       | 11°           | 90                        | Silvan Dillier            | 43°                       |
| 78                        | Rigoberto Urán            | R                         | 85            | Sean Quinn            | R             | 91                        | Stefan Bissegger          | R                         |
| 79                        | Santiago Buitrago         | R                         | 86            | William Barta         | R             | 92                        | Stefan Küng               | 5°                        |
| 80                        | Walter Vargas             | R                         |               |                       |               |                           |                           |                           |
| Norvegia                  | Norvegia                  | Norvegia                  | Portogallo    | Portogallo            | Portogallo    | Germania                  | Germania                  | Germania                  |
| N°                        | Ciclista                  | Clas.                     | N°            | Ciclista              | Clas.         | N°                        | Ciclista                  | Clas.                     |
| 93                        | Alexander Kristoff        | R                         | 99            | André Carvalho        | R             | 103                       | Jannik Steimle            | R                         |
| 94                        | Andreas Leknessund        | 50°                       | 100           | João Almeida          | R             | 104                       | John Degenkolb            | 16°                       |
| 95                        | Edvald Boasson Hagen      | R                         | 101           | Nelson Oliveira       | 46°           | 105                       | Jonas Rutsch              | 41°                       |
| 96                        | Jonas Abrahamsen          | R                         | 102           | Ruben Guerreiro       | R             | 106                       | Michel Hessmann           | R                         |
| 97                        | Rasmus Tiller             | 17°                       |               |                       |               | 107                       | Nico Denz                 | R                         |
| 98                        | Tobias Johannessen        | 51°                       | 108           | Nils Politt           | R             |                           |                           |                           |
| Austria                   | Austria                   | Austria                   | Irlanda       | Irlanda               | Irlanda       | Canada                    | Canada                    | Canada                    |
| N°                        | Ciclista                  | Clas.                     | N°            | Ciclista              | Clas.         | N°                        | Ciclista                  | Clas.                     |
| 109                       | Lukas Pöstlberger         | R                         | 115           | Ben Healy             | R             | 121                       | Benjamin Perry            | R                         |
| 110                       | Marco Haller              | 31°                       | 116           | Cormac McGeough       | R             | 122                       | Charles-É. Chrétien       | R                         |
| 111                       | Michael Gogl              | 35°                       | 117           | Dillon Corkery        | R             | 123                       | Derek Gee                 | R                         |
| 112                       | Patrick Gamper            | 22°                       | 118           | Rory Townsend         | R             | 124                       | Guillaume Boivin          | 36°                       |
| 113                       | Rainer Kepplinger         | R                         | 119           | Ryan Mullen           | R             | 125                       | Hugo Houle                | R                         |
| 114                       | Sebastian Schönberger     | 38°                       | 120           | Sam Bennett           | R             | 126                       | Nickolas Zukowsky         | 40°                       |
| Eritrea                   | Eritrea                   | Eritrea                   | Nuova Zelanda | Nuova Zelanda         | Nuova Zelanda | Kazakistan                | Kazakistan                | Kazakistan                |
| N°                        | Ciclista                  | Clas.                     | N°            | Ciclista              | Clas.         | N°                        | Ciclista                  | Clas.                     |
| 127                       | Dawit Yemane              | R                         | 130           | Corbin Strong         | R             | 135                       | Aleksej Lucenko           | 49°                       |
| 128                       | Henok Mulubrhan           | R                         | 131           | George Bennett        | R             | 136                       | Dmitrij Gruzdev           | R                         |
| 129                       | Natnael Berhane           | R                         | 132           | James Oram            | R             | 137                       | Gleb Brusenskij           | R                         |
|                           |                           |                           | 133           | Laurence Pithie       | R             | 138                       | Igor' Čžan                | R                         |
| 134                       | Ryan Christensen          | 48°                       | 139           | Evgenij Fëdorov       | NP            |                           |                           |                           |
| Lettonia                  | Lettonia                  | Lettonia                  | Ecuador       | Ecuador               | Ecuador       | Repubblica Ceca           | Repubblica Ceca           | Repubblica Ceca           |
| N°                        | Ciclista                  | Clas.                     | N°            | Ciclista              | Clas.         | N°                        | Ciclista                  | Clas.                     |
| 140                       | Emīls Liepiņš             | 29°                       | 144           | Alexander Cepeda      | R             | 147                       | Adam Ťoupalík             | 42°                       |
| 141                       | Krists Neilands           | 23°                       | 145           | Jhonatan Narváez      | R             | 148                       | Mathias Vacek             | R                         |
| 142                       | Mārtiņš Pluto             | R                         | 146           | Jonathan Caicedo      | R             | 149                       | Michael Boroš             | 37°                       |
| 143                       | Toms Skujiņš              | 8°                        |               |                       |               | 150                       | Petr Kelemen              | 24°                       |
| Polonia                   | Polonia                   | Polonia                   | Marocco       | Marocco               | Marocco       | Ungheria                  | Ungheria                  | Ungheria                  |
| N°                        | Ciclista                  | Clas.                     | N°            | Ciclista              | Clas.         | N°                        | Ciclista                  | Clas.                     |
| 151                       | Michał Kwiatkowski        | R                         | 152           | Adil El Arbaoui       | R             | 156                       | Márton Dina               | R                         |
|                           |                           |                           | 153           | El Houçaine Sabbahi   | R             |                           |                           |                           |
| 154                       | Mohcine El Kouraji        | R                         |               |                       |               |                           |                           |                           |
| 155                       | Omar El Gouzi             | R                         |               |                       |               |                           |                           |                           |
| Sud Africa                | Sud Africa                | Sud Africa                | Algeria       | Algeria               | Algeria       | Slovacchia                | Slovacchia                | Slovacchia                |
| N°                        | Ciclista                  | Clas.                     | N°            | Ciclista              | Clas.         | N°                        | Ciclista                  | Clas.                     |
| 157                       | Callum Ormiston           | R                         | 161           | Yacine Hamza          | R             | 163                       | Matúš Štoček              | R                         |
| 158                       | Daryl Impey               | R                         | 162           | Youcef Reguigui       | R             | 164                       | Peter Sagan               | R                         |
| 159                       | Morné Van Niekerk         | R                         |               |                       |               |                           |                           |                           |
| 160                       | Ryan Gibbons              | R                         |               |                       |               |                           |                           |                           |
| Giappone                  | Giappone                  | Giappone                  | Lussemburgo   | Lussemburgo           | Lussemburgo   | Mongolia                  | Mongolia                  | Mongolia                  |
| N°                        | Ciclista                  | Clas.                     | N°            | Ciclista              | Clas.         | N°                        | Ciclista                  | Clas.                     |
| 165                       | Yukiya Arashiro           | R                         | 166           | Alex Kirsch           | R             | 170                       | Jambaljamts Sainbayar     | R                         |
|                           |                           |                           | 167           | Cédric Pries          | R             |                           |                           |                           |
| 168                       | Kevin Geniets             | R                         |               |                       |               |                           |                           |                           |
| 169                       | Tom Wirtgen               | R                         |               |                       |               |                           |                           |                           |
| Israele                   | Israele                   | Israele                   | Argentina     | Argentina             | Argentina     | Grecia                    | Grecia                    | Grecia                    |
| N°                        | Ciclista                  | Clas.                     | N°            | Ciclista              | Clas.         | N°                        | Ciclista                  | Clas.                     |
| 171                       | Itamar Einhorn            | R                         | 172           | Nicolás Tivani        | R             | 173                       | Geórgios Boúglas          | R                         |
| Ucraina                   | Ucraina                   | Ucraina                   | Uruguay       | Uruguay               | Uruguay       | Venezuela                 | Venezuela                 | Venezuela                 |
| N°                        | Ciclista                  | Clas.                     | N°            | Ciclista              | Clas.         | N°                        | Ciclista                  | Clas.                     |
| 174                       | Anatolij Budjak           | R                         | 175           | Eric Fagúndez         | R             | 176                       | José Alarcón              | R                         |
| Ruanda                    | Ruanda                    | Ruanda                    | Costa Rica    | Costa Rica            | Costa Rica    | Cina                      | Cina                      | Cina                      |
| N°                        | Ciclista                  | Clas.                     | N°            | Ciclista              | Clas.         | N°                        | Ciclista                  | Clas.                     |
| 177                       | Eric Manizabayo           | R                         | 178           | Jason Huertas         | R             | 179                       | Su Haoyu                  | R                         |
| Mauritius                 | Mauritius                 | Mauritius                 | Svezia        | Svezia                | Svezia        | Cile                      | Cile                      | Cile                      |
| N°                        | Ciclista                  | Clas.                     | N°            | Ciclista              | Clas.         | N°                        | Ciclista                  | Clas.                     |
| 180                       | Christopher Lagane        | R                         | 181           | Lucas Eriksson        | 32°           | 182                       | Manuel Lira               | R                         |
| Brasile                   | Brasile                   | Brasile                   | Uzbekistan    | Uzbekistan            | Uzbekistan    | Cipro                     | Cipro                     | Cipro                     |
| N°                        | Ciclista                  | Clas.                     | N°            | Ciclista              | Clas.         | N°                        | Ciclista                  | Clas.                     |
| 183                       | Nícolas Sessler           | R                         | 184           | Muradjan Khalmuratov  | R             | 185                       | Andreas Miltiadis         | R                         |
| Isole Vergini Britanniche | Isole Vergini Britanniche | Isole Vergini Britanniche | Uganda        | Uganda                | Uganda        | Saint Vincent e Grenadine | Saint Vincent e Grenadine | Saint Vincent e Grenadine |
| N°                        | Ciclista                  | Clas.                     | N°            | Ciclista              | Clas.         | N°                        | Ciclista                  | Clas.                     |
| 186                       | Darel Christopher         | R                         | 187           | Charles Kagimu        | R             | 188                       | Cammie Adams              | R                         |
| Monaco                    | Monaco                    | Monaco                    | Guyana        | Guyana                | Guyana        | Malta                     | Malta                     | Malta                     |
| N°                        | Ciclista                  | Clas.                     | N°            | Ciclista              | Clas.         | N°                        | Ciclista                  | Clas.                     |
| 189                       | Victor Langellotti        | R                         | 190           | Briton John           | R             | 191                       | Aidan Buttigieg           | R                         |
| Capo Verde                | Capo Verde                | Capo Verde                | Anguilla      | Anguilla              | Anguilla      | Città del Vaticano        | Città del Vaticano        | Città del Vaticano        |
| N°                        | Ciclista                  | Clas.                     | N°            | Ciclista              | Clas.         | N°                        | Ciclista                  | Clas.                     |
| 192                       | Eliezer Soares            | R                         | 193           | Hasani Hennis         | R             | 194                       | Rien Schuurhuis           | R                         |
| Panama                    |                           |                           |               |                       |               |                           |                           |                           |
| N°                        | Ciclista                  | Clas.                     |               |                       |               |                           |                           |                           |
| 195                       | Carlos Samudio            | R                         |               |                       |               |                           |                           |                           |